# Tetrarhanis etoumbi
Tetrarhanis etoumbi är en fjärilsart som beskrevs av Henry Stempffer 1964. Tetrarhanis etoumbi ingår i släktet Tetrarhanis och familjen juvelvingar. Inga underarter finns listade i Catalogue of Life.